# Juifen
Le Juifen est une montagne qui s’élève à 1 988 m d’altitude dans les Karwendel, en Autriche.